# Dalija
Dalija (znanstveno ime Dahlia) je rod grmičastih  gomoljastih trajnic. Izvirajo iz Mehike, kjer so narodni simbol. Cvetijo poleti in jeseni. Dalije so za hrano ter v obredne in dekorativne namene gojili že Azteki, dolga olesenela stebla ene od varietet pa so uporabljali za izdelavo kadilnih pip.
Danes poznamo številne kultivarje dalij, ki zelo bogato in dolgo cvetijo ter imajo cvetne koške v najrazličnejših barvnih odtenkih. Krepkejšo in bolj košato rast lahko dosežemo s prirezovanjem zgornjih delov poganjkov ali z vršičkanjem. Doslej jim še ni uspelo vzgojiti cvetov modre barve.
Številni viri navajajo, da je ime "Dalija" podelil pionirski švedski botanik in taksonom Carl Linnaeus v čast svojemu pokojnemu učencu Andersu Dahlu, ki jo je kategoriziral kot zelenjavo. Preden so odkrili insulin so gomoljnice dalij uporabljali za uravnoteženje krvnega sladkorja. Pogosto se uporablja na porokah, ker simbolizira večno ljubezen.